# Aleks Paunovic
Aleks Paunovic (* 29. Juni 1969 in Winnipeg, Manitoba) ist ein kanadischer Schauspieler, Stuntman, Filmproduzent und ehemaliger Boxer.

## Leben
Paunovic wurde am 29. Juni 1969 in Winnipeg als Sohn eines Serben und einer Kroatin geboren. Sein Vater war erfolgreicher Boxer in Jugoslawien, bevor er nach Kanada einwanderte. Daher verbrachte er bereits in jungen Jahren gemeinsam mit seinem Vater viel Zeit beim Boxen oder im Fitnessstudio. Er trat in die Fußstapfen seines Vaters und konnte einige Erfolge beim Boxen vorweisen. Aufgrund einer Schulterverletzung musste er seine Karriere als Boxer beenden. Ab seinem 16. Lebensjahr spielte er in einer Heavy-Metal-Band.
Er gab Mitte der 1990er Jahre sein Schauspieldebüt. 2002 hatte er eine Nebenrolle im Film Breakaway – Ein knallharter Coup.
Von 2005 bis 2007 stellte er die Rolle des Marine Sgt. Omar Fischer in der Fernsehserie Battlestar Galactica dar. Ebenfalls 2007 war er in der männlichen Hauptrolle des Sy im Film All About Tammy zu sehen. Für eine Rolle im Film Gemeinsam stärker – Personal Effects nahm er knapp 30 kg zu. Die nächste größere Serienrolle folgte 2010 als Big Al in Gotta Grudge?. Von 2012 bis 2014 stellte er die Rolle des Jim McAlister in der Fernsehserie Arctic Air dar, ab demselben Jahr bis 2015 die Rolle des Gustus in der Fernsehserie The 100.
2015 übernahm er zusätzlich die Rolle des Julien Dupont in der Fernsehserie iZombie und die Rolle des Rollins in der Fernsehserie Continuum. Außerdem war er im Thriller Frozen Money in eine der Hauptrollen sowie im Zombiefilm Dead Rising: Watchtower zu sehen. Zuvor war er 2014 im Film Ferngesteuert als Ted Thompson zu sehen. Seit 2016 ist er als Julius in der Fernsehserie Van Helsing zu sehen. 2016 trat er als Widersacher von Dolph Lundgren in Kindergarten Cop 2 in Erscheinung. 2017 stellte er in insgesamt sieben Episoden der Fernsehserie Dirk Gentlys holistische Detektei die Rolle des Wygar Oak dar. Im Folgejahr mimte er die Rolle des Pavel in Siberia – Tödliche Nähe. Von 2018 bis 2020 wirkte er in der Rolle des Colonel Slater in 14 Episoden der Fernsehserie NarcoLeap mit. Seit 2020 spielt er Breachman Boscovic in der Fernsehserie Snowpiercer.
2019 wirkte er im Musikvideo zum Lied Find Your Loud der Gruppe The Kwerks mit.

## Filmografie

### Schauspieler
- 1994: Mein täglicher Mord (Heads) (Fernsehfilm)
- 1998: Die Fälle der Shirley Holmes (The Adventures of Shirley Holmes) (Fernsehserie, Episode 2x05)
- 1998: Destinations Manitoba (Fernsehserie)
- 1999: Roswell – Alien Attack (Roswell: The Aliens Attack) (Fernsehfilm)
- 2000: Nostradamus
- 2000: Children of My Heart (Fernsehfilm)
- 2002: Wishmaster 4: Die Prophezeiung erfüllt sich (Wishmaster 4: The Prophecy Fulfilled)
- 2002: Jeremiah – Krieger des Donners (Jeremiah) (Fernsehserie, Episode 1x09)
- 2002: Apt. 310 (Kurzfilm)
- 2002: Stargate – Kommando SG-1 (Stargate SG-1) (Fernsehserie, 2 Episoden)
- 2002: I Spy
- 2002: Breakaway – Ein knallharter Coup (Christmas Rush) (Fernsehfilm)
- 2002: Der Fall John Doe! (John Doe) (Fernsehserie, Episode 1x09)
- 2003: The Crooked E: The Unshredded Truth About Enron (Fernsehfilm)
- 2003: Andromeda (Fernsehserie, Episode 3x17)
- 2003: Picking Up & Dropping Off (Fernsehfilm)
- 2004: Seven Times Lucky
- 2004: Mutant X (Fernsehserie, Episode 3x15)
- 2004: The Life (Fernsehfilm)
- 2004: Auf kalter Spur (Cold Squad) (Fernsehserie, Episode 7x04)
- 2005: Sandra Gets Dumped (Kurzfilm)
- 2005: Dead Zone (Fernsehserie, Episode 4x06)
- 2005: Chasing Christmas (Fernsehfilm)
- 2005: Painkiller Jane (Fernsehfilm)
- 2005: Twice Removed (Kurzfilm)
- 2005–2007: Battlestar Galactica (Fernsehserie, 5 Episoden)
- 2006: Saved (Fernsehserie, 2 Episoden, verschiedene Rollen)
- 2006: Die Geheimnisse von Whistler (Whistler) (Fernsehserie, Episode 1x09)
- 2006: The Hitchhiker (Kurzfilm)
- 2006: Eureka – Die geheime Stadt (Eureka) (Fernsehserie, Episode 1x09)
- 2006: Deadly Water (Fernsehfilm)
- 2006: Ducks (Kurzfilm)
- 2006–2014: Psych (Fernsehserie, 3 Episoden, verschiedene Rollen)
- 2006–2006: Supernatural (Fernsehserie, 3 Episoden, verschiedene Rollen)
- 2007: Zero Hour
- 2007: Maneater (Fernsehfilm)
- 2007: Flash Gordon (Fernsehserie, Episode 1x04)
- 2007: All About Tammy (Taming Tammy)
- 2007: Bionic Woman (Fernsehserie, Episode 1x03)
- 2007: Stargate Atlantis (Stargate: Atlantis) (Fernsehserie, Episode 4x03)
- 2007: Smallville (Fernsehserie, Episode 6x12)
- 2008: Heart of a Dragon
- 2008: The Brute (Kurzfilm)
- 2009: Gemeinsam stärker – Personal Effects (Personal Effects)
- 2009: Fireball
- 2009: Driven to Kill – Zur Rache verdammt (Driven to Kill)
- 2009: Sanctuary – Wächter der Kreaturen (Sanctuary) (Fernsehserie, Episode 2x09)
- 2010: Human Target (Fernsehserie, Episode 1x03)
- 2010: Take Down – Niemand kann ihn stoppen (Transparency)
- 2010: Riverworld (Fernsehfilm)
- 2010: Blood: A Butcher's Tale
- 2010: Guido Superstar: The Rise of Guido
- 2010: Caprica (Fernsehserie, Episode 1x15)
- 2010: The Charlie Da Clown Show (Kurzfilm)
- 2010: Gotta Grudge? (Fernsehserie, 8 Episoden)
- 2010: The Hostage (Kurzfilm)
- 2011: InSecurity (Fernsehserie, Episode 1x02)
- 2011: Smallville (Fernsehserie, Episode 10x15)
- 2011: FMA Weekly (Fernsehserie, Episode 3x02)
- 2011: Mortal Kombat (Fernsehserie, 2 Episoden)
- 2011: Crazy Dracula Spring Break Weekend (Kurzfilm)
- 2011: Schwerter des Königs – Zwei Welten (In the Name of the King 2: Two Worlds)
- 2012: Das gibt Ärger (This Means War)
- 2012: Christmas Planner – Was für eine Bescherung (The Christmas Consultant) (Fernsehfilm)
- 2012: The First Days (Kurzfilm)
- 2012: Charlie
- 2012–2014: Arctic Air (Fernsehserie, 7 Episoden)
- 2013: #SaveBCFilm PSA (Kurzfilm)
- 2013: Republic of Doyle – Einsatz für zwei (Republic of Doyle) (Fernsehserie, Episode 4x06)
- 2013: Eve of Destruction (Mini-Serie, 2 Episoden)
- 2013: The Marine 3: Homefront
- 2013: Chupacabra vs. the Alamo (Fernsehfilm)
- 2013: Once Upon a Time – Es war einmal … (Once Upon a Time) (Fernsehserie, Episode 2x20)
- 2013: Percy Jackson – Im Bann des Zyklopen (Percy Jackson: Sea of Monsters)
- 2013: Hell on Wheels (Fernsehserie, Episode 3x07)
- 2013: Christmas Bounty (Fernsehfilm)
- 2014: Parked (Fernsehserie, Pilotfolge)
- 2014: Far from Home (Fernsehfilm)
- 2014: Ferngesteuert (Zapped) (Fernsehfilm)
- 2014: Feed the Gods
- 2014: What an Idiot
- 2014: Unmatched (Kurzfilm)
- 2014–2015: The 100 (Fernsehserie, 4 Episoden)
- 2015: I Wanna Date U (Kurzfilm)
- 2015: Badge of Honor
- 2015: Eadweard
- 2015: The Starlight Heist (Kurzfilm)
- 2015: Dead Rising: Watchtower
- 2015: iZombie (Fernsehserie, 8 Episoden)
- 2015: Vendetta
- 2015: Go with Me
- 2015: Ghost Unit (Fernsehserie, Episode 1x01)
- 2015: Frozen Money (Numb)
- 2015: Continuum (Fernsehserie, 6 Episoden)
- 2015: Weihnachten Undercover (Debbie Macomber’s Dashing Through the Snow)
- 2015: Mr. Richard Francis (Kurzfilm)
- 2016: Kindergarten Cop 2
- 2016: Motive (Fernsehserie, 2 Episoden)
- 2016: Ganjy (Kurzfilm)
- 2016: Hoods (Kurzfilm)
- 2016–2021: Van Helsing (Fernsehserie, 35 Episoden)
- 2017: The Concessionaires Must Die!
- 2017: A Very Sordid Wedding
- 2017: Zoo (Fernsehserie, 2 Episoden)
- 2017: Planet der Affen: Survival (War for the Planet of the Apes)
- 2017: Get Shorty (Fernsehserie, Episode 1x01)
- 2017: Mercs (Kurzfilm)
- 2017: Dirk Gentlys holistische Detektei (Dirk Gently’s Holistic Detective Agency) (Fernsehserie, 7 Episoden)
- 2018: The Detour (Fernsehserie, Episode 3x05)
- 2018: Siberia – Tödliche Nähe (Siberia)
- 2018: Freaks – Sie sehen aus wie wir (Freaks)
- 2018: The Shipment (Kurzfilm)
- 2018: Arrow (Fernsehserie, 2 Episoden)
- 2018–2020: NarcoLeap (Fernsehserie, 14 Episoden)
- 2019: Hard Powder (Cold Pursuit)
- 2019: Volition
- 2019: Puppet Killer
- 2019: See – Reich der Blinden (See) (Fernsehserie, Episode 1x03)
- 2020: The Sinners
- 2020: Into the Night (Kurzfilm)
- 2020: Chained
- 2020–2022: Snowpiercer (Fernsehserie)
- 2021: Canadian Film Fest Presented by Super Channel (Fernsehserie, Episode 2x05)
- 2021: Zero Contact
- 2021: Hawkeye (Fernsehserie, 5 Episoden)
- 2025: Reacher  (Fernsehserie)

### Stunts
- 2001: Acceptable Risk (Fernsehfilm)
- 2002: Wishmaster 4: Die Prophezeiung erfüllt sich (Wishmaster 4: The Prophecy Fulfilled)
- 2002: The Master Criminal (Framed) (Fernsehfilm)
- 2003: Battlestar Galactica (Mini-Serie, 2 Episoden)
- 2007: The Messengers
- 2010: Riverworld (Fernsehfilm)

### Produzent
- 2008: The Brute (Kurzfilm)
- 2010: Gotta Grudge? (Fernsehserie)
- 2010: The Hostage (Kurzfilm)
- 2015: Frozen Money (Numb)
- 2016: Ganjy (Kurzfilm)
- 2018: The Shipment (Kurzfilm)
- 2019: Puppet Killer
- 2020: The Sinners